# Latif Blessing
Latif Blessing (Acra, Ghana, 30 de diciembre de 1996) es un futbolista ghanés que juega de centrocampista.

## Trayectoria
Blessing nació en Nankese, una pequeña aldea perteneciente a la ciudad de Lashibi, dentro de la Región Gran Acra, en Acra, la capital del país.
Debutó en 2015, a la edad de 18, en el Liberty Professionals Football Club de la Liga Premier de Ghana. En esta temporada fue crucial para la temporada, anotando 14 goles en 21 partidos, logrando así galardonarse como máximo goleador de la liga y mejor jugador.
Debido a su espléndida temporada fue contratado por el Kansas City de cara a la temporada 2017.
En este equipo sólo estuvo una temporada, ya que, al mantener un buen rendimiento y participar en la mayoría de partidos, fue comprado por Los Angeles Football Club (club que disputaría su primera temporada en 2018).
Ha sido de los jugadores más regulares y de los que más partidos han disputado en el conjunto angelino, superando la marca de 100 partidos jugados.

## Selección nacional
Blessing fue incluido en el equipo provisional de Ghana de cara a la Copa Africana de Naciones 2017, pero finalmente no apareció en la selección final.

## Estadísticas
Actualizado al último partido disputado el 23 de diciembre de 2020.
| Liberty Professionals F. C. Ghana   | 1.ª           | 2016          | 21  | 14 | 0  | 0 | 0 | 0 | 21  | 14 | 0,67 |
| Liberty Professionals F. C. Ghana   | Total club    | Total club    | 21  | 14 | 0  | 0 | 0 | 0 | 21  | 14 | 0,67 |
| Sporting Kansas City Estados Unidos | 1.ª           | 2017          | 26  | 3  | 5  | 3 | 0 | 0 | 31  | 6  | 0,19 |
| Sporting Kansas City Estados Unidos | Total club    | Total club    | 26  | 3  | 5  | 3 | 0 | 0 | 31  | 6  | 0,19 |
| Los Angeles F. C. Estados Unidos    | 1.ª           | 2018          | 31  | 5  | 4  | 2 | 0 | 0 | 35  | 7  | 0,20 |
| Los Angeles F. C. Estados Unidos    | 1.ª           | 2019          | 36  | 6  | 3  | 0 | 0 | 0 | 39  | 6  | 0,15 |
| Los Angeles F. C. Estados Unidos    | 1.ª           | 2020          | 24  | 2  | 0  | 0 | 5 | 1 | 29  | 3  | 0,10 |
| Los Angeles F. C. Estados Unidos    | Total club    | Total club    | 91  | 13 | 7  | 2 | 5 | 1 | 103 | 16 | 0,16 |
| Total carrera                       | Total carrera | Total carrera | 138 | 30 | 12 | 5 | 5 | 1 | 155 | 36 | 0,23 |
| 1. 2.                               |               |               |     |    |    |   |   |   |     |    |      |

## Palmarés

### Títulos nacionales
| Título             | Club                 | País           | Año  |
| ------------------ | -------------------- | -------------- | ---- |
| U.S. Open Cup      | Sporting Kansas City | Estados Unidos | 2017 |
| Supporters' Shield | Los Angeles F. C.    | Estados Unidos | 2019 |

### Distinciones individuales
| Distinción                                  | Año  |
| ------------------------------------------- | ---- |
| Máximo goleador de la Liga Premier de Ghana | 2016 |
| Mejor jugador de la Liga Premier de Ghana   | 2016 |